# Clytocerus tetracorniculatus
Clytocerus tetracorniculatus är en tvåvingeart som beskrevs av Wagner 1977. Clytocerus tetracorniculatus ingår i släktet Clytocerus och familjen fjärilsmyggor. Inga underarter finns listade i Catalogue of Life.